# دهه ۲۹۰ (میلادی)
دهه ۲۹۰ (میلادی) دهه بیست و نهم تقویم میلادی است.

## درگذشتگان
‎